# Procambarus attiguus
Procambarus attiguus, known as the Silver Glen Springs crayfish là một loài tôm sông trong họ Cambaridae. Nó là loài đặc hữu của Silver Glen Springs, Marion County, Florida, và được xếp vào danh sách loài cực kỳ nguy cấp trong sách Đỏ.